# Alytes almogavarii
Alytes almogavarii Arntzen & García Paris, 1995 è un anfibio anuro, appartenente alla famiglia degli Alitidi.

## Etimologia
L'epiteto specifico deriva dagli "Almogávares", guerrieri medievali del regno di Aragona a est dei Pirenei, che copriva la regione in cui si trova questo taxon. Erano famosi e temuti in tutto il Mediterraneo per il loro comportamento coraggioso e feroce.

## Distribuzione e habitat
È presente in Spagna e Francia.

## Tassonomia
Fino al 2020 era considerata una sottospecie di Alytes obstetricans.